# زاوية حمور
قرية زاوية حمور هي إحدى القرى التابعة لمركز الدلنجات في محافظة البحيرة في جمهورية مصر العربية. حسب إحصاءات سنة 2006، بلغ إجمالي السكان في زاوية حمور 20047 نسمة، منهم 10452 رجل و9595 امرأة.